# Лавр азорский
Лавр азорский (лат. Laurus azorica) — один из видов лавра.

## Ареал
Лавр азорский — эндемик Азорского архипелага. Ранее считалось, что вид произрастает и на других островах Макаронезии, но с XXI века лавр с Мадейры и Канарских островов выделяют в отдельный вид Laurus novocanariensis.
Произрастает в поясе вечнозелёных лиственных лесов в условиях постоянного воздействия пассатов. Подобные сообщества существуют на Азорах, Мадейре и Канарах (Монтеверде).
Лавр произрастает на всех островах Азор, это типичный представитель флоры архипелага. Это основной вид лавровых и высокогорных можжевеловых лесов, соседствует с представителями видом Myrica faya и Picconia azorica. Он также встречается в лавовых потоках, на окраинах возделываемых земель, в прибрежных кустарниках, горных кустарниках и на лесных болотах.

## Описание вида
Азорский лавр — небольшое двудомное дерево, достигающее высоты 15 м. Цветки кремово-белые, с сильным ароматом, диаметр их около 10 мм. Листья крупные, широкие, блестящие, тёмно-зелёные, яйцевидной формы, длиной 7-14 см и шириной 4-8 см, с цельным краем. Плод — чёрная костянка длиной около 1-2 см.

## Применение
Лавр азорский традиционно используется на всех Азорских островах в качестве приправы в кулинарии для придания аромата и вкуса блюдам. Листья добавляются в супы, маринады, соусы, а также могут быть использованы для ароматизации мяса и рыбы.

## Галерея

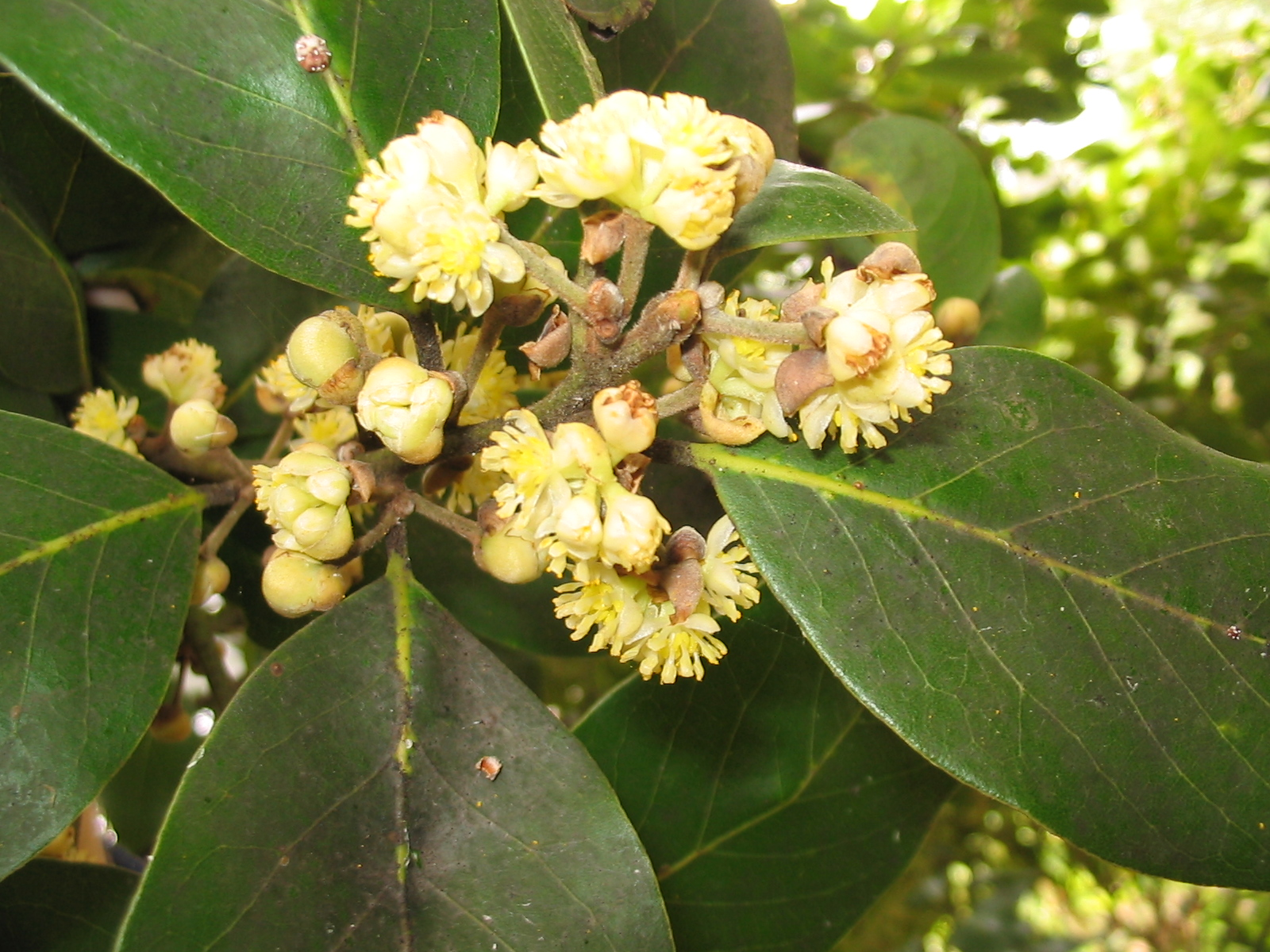
Соцветие
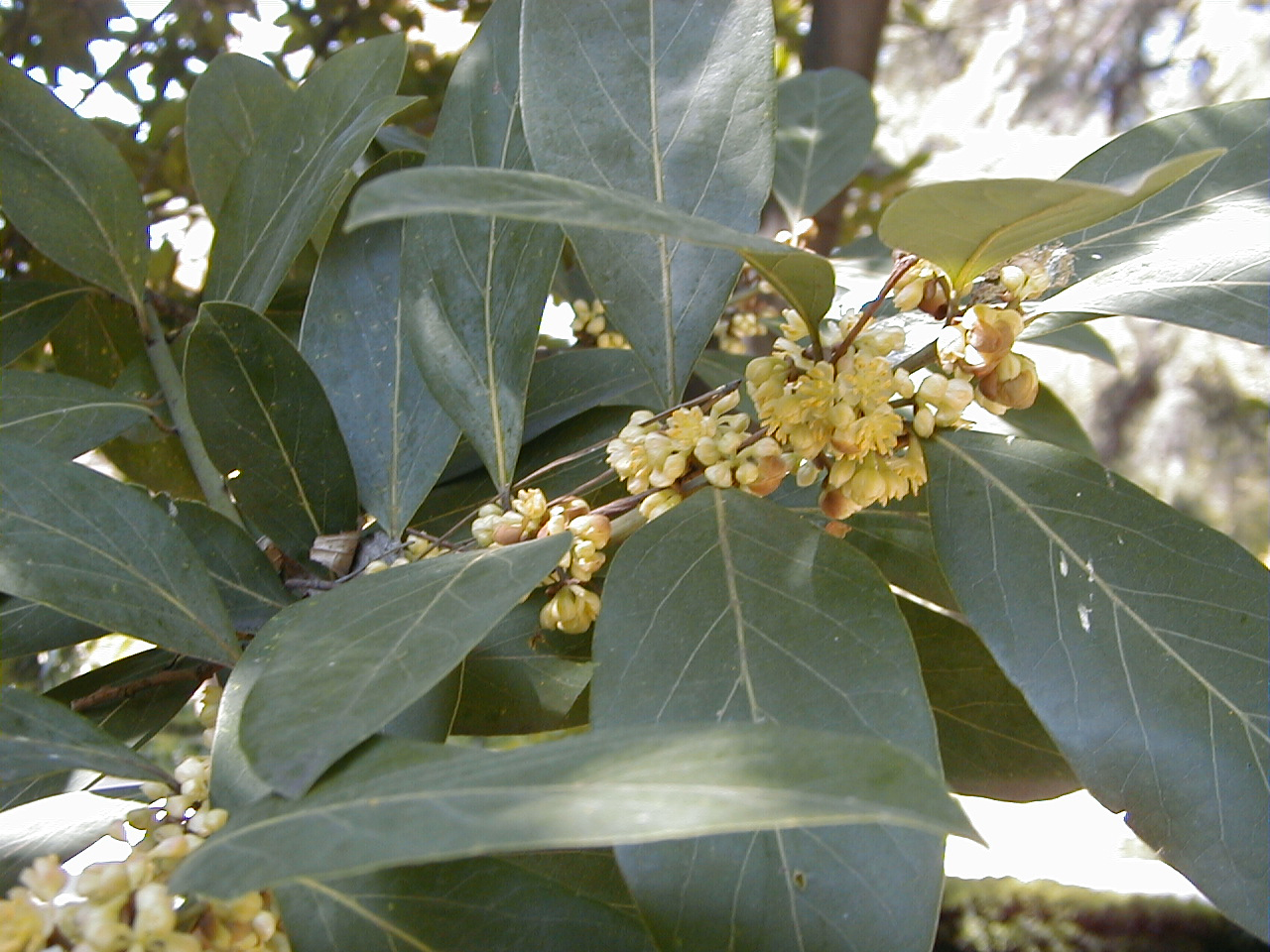
Листья и цветки
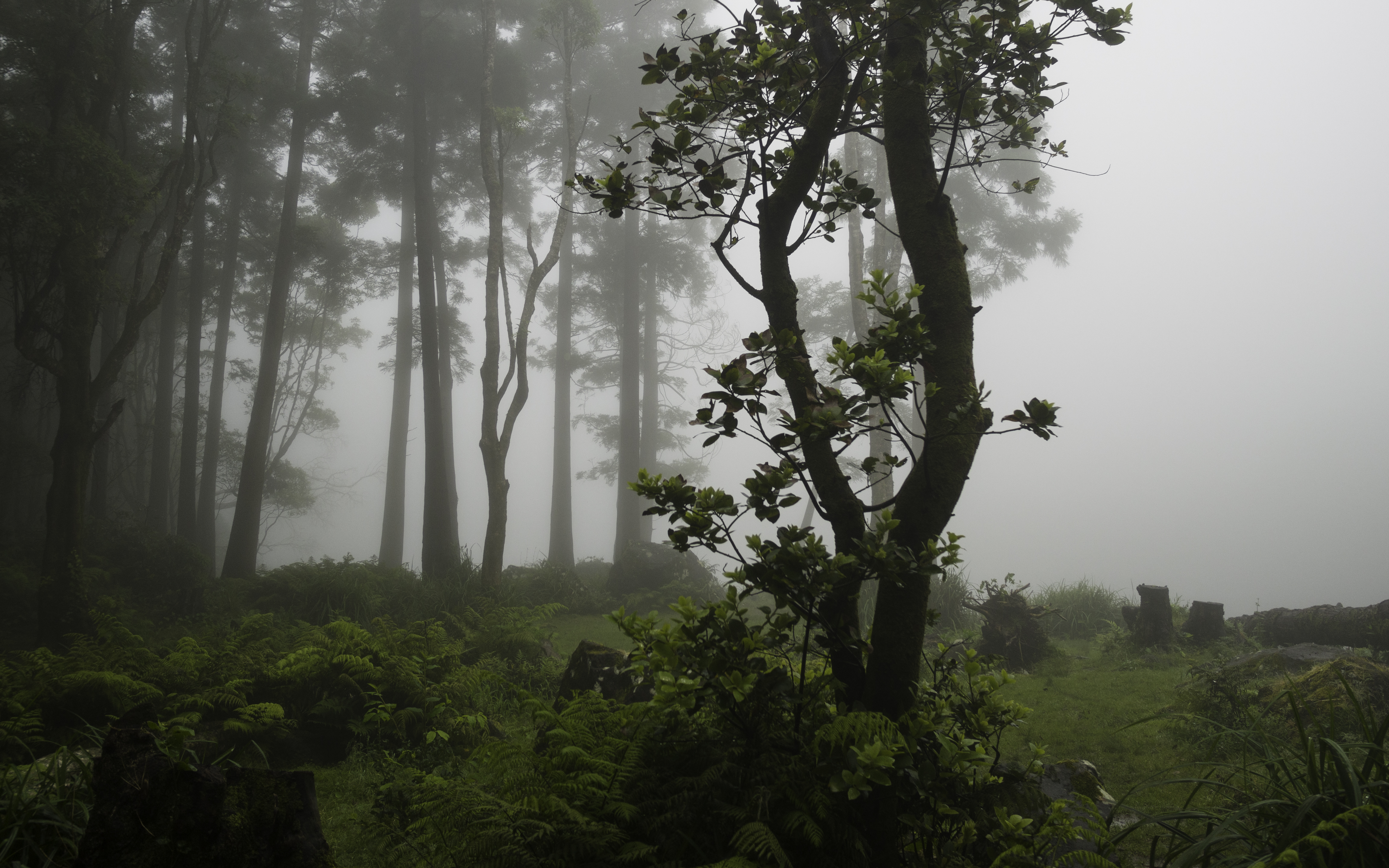
В лесу острова Флориш
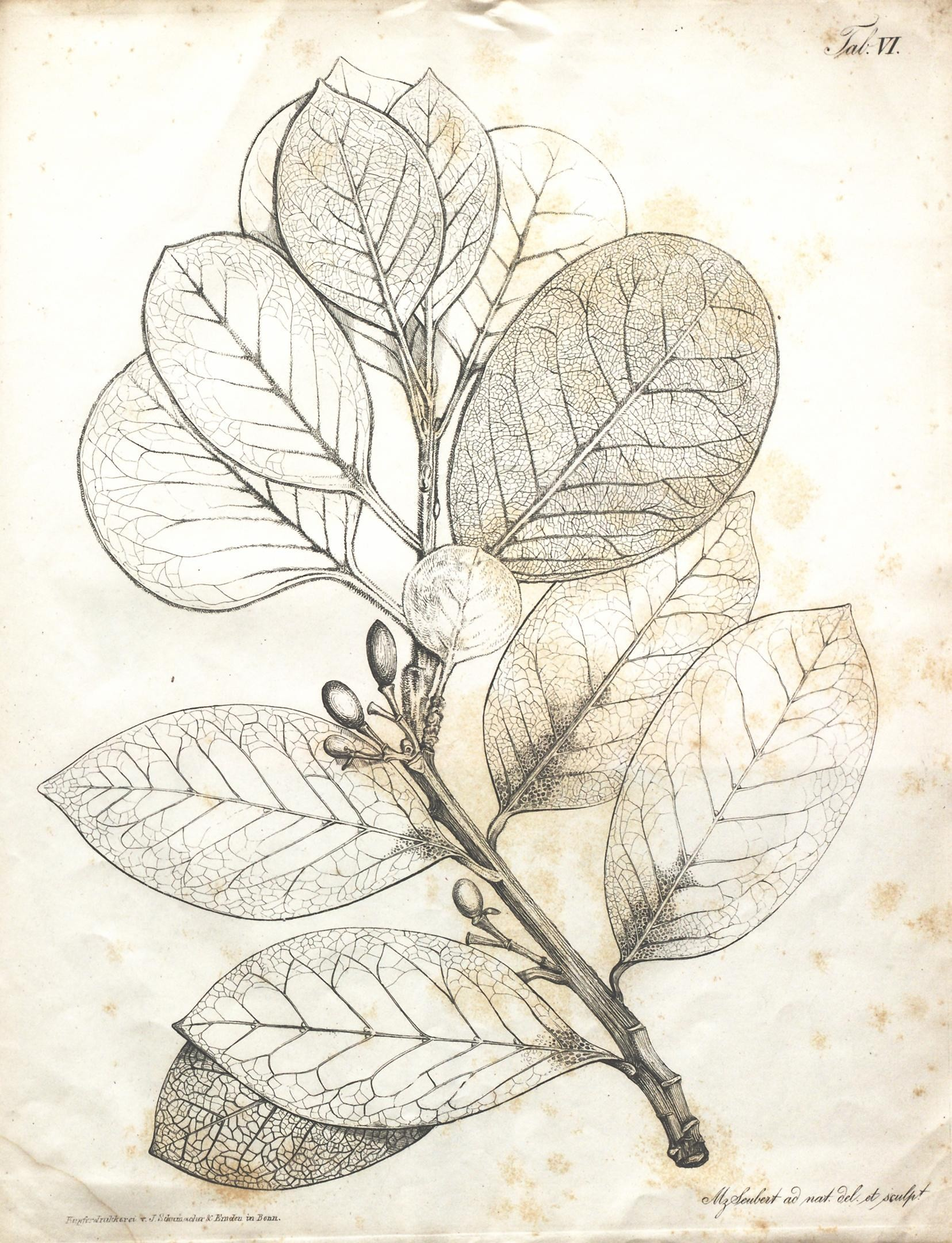
Ботаническая иллюстрация